# 週末ちぐまや家族
『週末ちぐまや家族』（しゅうまつちぐまやかぞく）は、2005年4月2日からテレビ山口（tys）で生放送されている情報バラエティ番組。ハイビジョン番組（放送開始当初からハイビジョン制作）。
なお、当ページでは2017年9月4日 - 2020年9月18日放送の『ちぐスマ!』、2022年4月2日から放送のリニューアル版『ちぐまや家族plus』（ちぐまやかぞくプラス）、その別冊番組『ちぐまや家族plus2』（ちぐまやかぞくプラスプラス）も扱う。

## 概要
前番組である『ちぐまや本舗』をリニューアルする形で2005年4月2日にスタートした。基本的に生放送で放送される（録画放送の週もあり）。放送時間は番組開始当初は土曜9:25 - 10:18の53分間だったが、2009年4月から放送時間が5分拡大し、10:23まで放送されるようになった。また、同日深夜に再放送も行われている。『ちぐまや』は、『やまぐち』を逆さ読みにしたもので、いわば、県内の様々なことをひっくり返し、これまで何気なくやり過ごしていた「情報」をさらに掘り下げ納得させ、孫から熟年までをターゲットに三世代の意見をフィードバックしながら多世代型のトークショーを展開することを標榜する、という前番組からの根本的な姿勢を引き継いだもの。
基本的には、県内外のさまざまなスポットやお店での体験取材やグルメリポートのVTR、随時挿入される県内各地からの生中継を、トークを交えて観る形式で進行する。一般的な生活情報番組のような、いわゆる特定の進行役（司会）による番組進行はみられない。スタジオの出演者は「家族」（姉妹及びいとこ）という設定で進められるが、特段その部分を意識した企画等は行われていない。
スタジオ収録は当初からハイビジョン収録だったが、取材VTRは番組開始当初は基本的に4:3のSD収録だった。2006年10月1日の地上デジタル放送本放送開始以降は、16:9のSDスクイーズ収録が多く利用されるようになり、一部の取材ではハイビジョン収録が行われている。
スタジオセットは“お茶の間”を意識したセットとなっている。右部にキッチンがあり、企画により料理をすることもある。スタジオセットは『tysスーパー編集局』→『mix』と同じテレビスタジオに設置されているため、稀にこれらの番組のセットが映ることがある。セットのテレビには普段はtysのマスコットキャラクターであるテレオンの顔が映っている（テレビ全体がテレオンという格好）。中継映像はこのセットのテレビにも映るようになっている。2011年4月に、和室から洋室にリニューアルされた。
視聴者からのFAXやメールはチャイムの合図でセット外のスタッフから手渡しされる。本来は番組の合間にセットのFAXに配置され、チャイムの合図で3人のうちの1人が取りに行っていた。これに加え、かつてはチャイムの合図の後、セットのテレビのテレオンが「メールが来たよ」と言っていたが、テレオンの声の変更に合わせて廃止された。
開始以来数度のマイナーチェンジを繰り返しており、2007年1月6日の放送から、犬のケリー（ミニチュア・シュナウザー、三姉妹のペットという設定）がセット内に登場するようになった。セット中央付近に一応居場所が用意されているものの、番組中セット内を所かまわず歩き回ることが多い。
番組終盤にミニPRコーナー「今週のベツバラ」コーナーが新設された（2006年10月以降）。内容は商品PRのVTRと公開中の映画紹介のVTR。コーナー開始以前は映画紹介のみ行われていた。また、2010年度からは県内の特定地域の“自慢”を取材する「やまぐち自慢ですよ」コーナーが新設されている（ほぼ隔週で放送）。
番組開始以来競合する番組は自社制作番組同士は長らくなかったが、2020年10月3日より山口朝日放送（yab）の『どき生らいぶ』が競合することになった。
2022年3月19日をもって17年間にわたる『週末ちぐまや家族』としての放送を終了。1週の休みを挟んで同年4月2日から『ちぐまや家族plus』（9:25 - 10:20）としてリニューアルされた。本編の放送時間を3分縮小させるが、直後に放送されてきた『サタデーマガジン』の枠を吸収、別冊番組として『ちぐまや家族plus2』（10:20 - 10:45）を開始。当日深夜の再放送は本編にあたる『ちぐまや家族plus』のみ実施する。あくまでリニューアル扱いであることからか、番組ロゴは『週末ちぐまや家族』開始の「since 2005」が記されている。
2025年3月29日、『週末ちぐまや家族』時代から数えて通算1000回目の放送を迎え、視聴者をスタジオに招待して約2時間（9:25 - 11:20）のスペシャル生放送を行った。

## 放送時間

### 現在の放送時間（plus）
- 毎週土曜日 9:25 - 10:20 （2022年4月2日 - ）
  - 毎週日曜日 1:34 - 2:29 （前日放送分の再放送、土曜日深夜）

### 現在の放送時間（plus2）
- 毎週土曜日 10:20 - 10:45 （2022年4月2日 - ）

### 過去の放送時間
- 毎週土曜日 9:25 - 10:18 （2005年4月2日 - 2009年3月28日）
  - 毎週日曜日 1:40 - 2:35 （前日放送分の再放送、土曜日深夜）
- 毎週土曜日 9:25 - 10:23 （2009年4月4日 - 2022年3月19日）
  - 毎週日曜日 2:08 - 3:06 （前日放送分の再放送、土曜日深夜）

※2025年3月29日のみ、放送枠を拡大して9:25 - 11:20に放送。

### 放送休止
年末年始は概ね12月28日 - 1月5日の範囲で中止となり、中止期間中はTBSないしは他系列制作の年末年始特番を放送する。それ以外の休止は次の通り。
- 2011年3月12日 - 東日本大震災発災翌日。11日からの『JNN報道特別番組』を放送のため。
- 2016年4月16日 - 当日未明に平成28年熊本地震の本震が発生したことを受け『JNN報道特別番組 熊本県で震度6強』を放送したため。
- 2021年7月31日 - 8:30 - 23:00に『東京2020オリンピック』中継を放送のため。
- 2022年7月9日 - 前日に奈良県で発生した安倍晋三銃撃事件を受けた緊急報道特別番組『tys報道特別番組　安倍元総理死去』を放送のため「plus」を休止（この特番はTBS NEWSでもサイマル放送）。再放送も取りやめ、以降の番組を繰り上げ＋『TBS NEWS』の拡大で対応。
- 2022年7月16日・23日 - 『世界陸上オレゴン2022』中継を放送のため。

## 出演者

### 現在の出演者

#### スタジオ出演
前述の通り、スタジオ出演者は「家族」という設定になっている。★は『plus2』を兼務。
レギュラー（毎週出演）
- 沖永優子（長女・おっきー） - 2011年4月から2012年1月まで9ヶ月間産休のため休演[2]。
- ★兼頭のぞみ（ローカルタレント） - 2020年4月4日からレギュラー出演し、2022年4月からは『plus2』を兼務。
- 東雷太郎（いとこ・雷太郎） - 2011年度から出演。レギュラーになったきっかけは、2005年5月21日放送の当番組内で「山口大学に『凄いマジシャン』がいる」と取材されたこと。

レギュラー（月毎）
- ★クロル舞（tysアナウンサー） - 2025年7月5日から7月レギュラーとして出演し『plus2』を兼務。同年5月3日 - 31日には5月レギュラーとして出演し、同様に『plus2』を兼務していた。

準レギュラー
- 佐藤けい（三女・けい） - 番組開始から2021年3月まではレギュラーとして、tys退社後の同年4月からは準レギュラーとして月1 - 2回程度出演。
- 長州力（周南市（旧徳山市）出身） - 2018年4月7日から準レギュラーとして出演。「長州力が行く。」担当（月1回）[3]。
- どさけん（よしもと住みます芸人）
- 岡本京太郎[注釈 3]（歌手）- 2014年から出演。準レギュラーになったきっかけは、2008年9月8日放送の当番組内で『噂になっている歌手』として取材されたこと。

#### ナレーター
- ★萬治香月（2015年 - ）
- セニョール小林 - 60秒で注目の映画を紹介する「セニョール小林の60セカンズ」を担当。  [4]

### 過去の出演者

#### スタジオ出演
- 伊藤愛（次女・あい） - 番組開始時からのレギュラー。2012年2月4日放送回より無期限休演していた[2]が、同年9月29日をもって正式に降板[5]。
- デーモン本広（聖飢魔IIのアマチュアコピーバンド「獣紫魔II」（じゅうしまつ）のヴォーカル） - 毎回デーモン小暮閣下に似たコスチュームで登場していた。準レギュラー的に不定期出演。
- 早川友希（当時tysアナウンサー） - 月1回程度出演したこともある。
- 高橋真実（シンガーソングライター） - 2021年4月から2024年3月まで準レギュラーとして出演。
- ★木村那津美（当時tysアナウンサー） - 2020年4月4日から2025年3月29日までレギュラー出演。
- ★小田浩史（当時tysアナウンサー）- 2025年4月5日から同月26日まで4月レギュラーとして出演し、期間中『plus2』を兼務。
- ★森本深月（tysアナウンサー）- 2025年6月7日から同月28日まで6月レギュラーとして出演し、期間中『plus2』を兼務。

#### ナレーター
- 小山一英（当時tysアナウンサー） - 2008年12月まで担当。

#### リポート
生中継の際にはtysアナウンサーが出演する。
- 香川純也（tysアナウンサー） - 2009年9月までは毎週出演していた（スタジオ出演の週もあった）が、『tysスーパー編集局』メインキャスター就任に伴い月1回程度のリポート担当に減少。
- 関谷名加（tysアナウンサー） - 月1回程度出演。「今週のベツバラ」ナレーションも担当。
- 大東和華子（はなこ：当時tysアナウンサー） - 2014年11月から2020年3月までレギュラー出演。

## 番組連動企画

### ちぐまや弁当
番組と小郡駅弁当（JR新山口駅の駅弁業者）との共同企画で作られた弁当。2005年8月13日の放送で完成したことを報告した。また、当日は香川が新山口駅から中継をした。通常は一日20セット限定だが、発売開始当日とあって50セットを改札口横で販売した。595Kcalとヘルシーなのが特徴。弁当は、放送中の10時前には完売するほどの人気を博した。現在も季節毎に、定期的に制作・販売が行われている。JR新山口駅のコンビニで販売。

### ちぐまや餃子
2007年4月にパオとの協力より、番組オリジナルの餃子を制作。13日、tys田主丸植木まつり&JA全農やまぐち園芸まつりの会場で試食会が行われた。それ以降tysの参加するイベント内で販売されている。

### ちぐまや音頭
2006年に作られた、いわゆる盆踊り向けの番組オリジナル音頭。作詞・作曲はデーモン本広。季節ごとのバージョンがあり、tysの参加するイベント内で披露された。
- 春バージョン - 青空天国いこいの広場
- 夏バージョン - 山口七夕ちょうちんまつり
- 秋バージョン - テレオンゆめフェスタ

### ちぐまやグルメ
tys開局40周年および『週末ちぐまや家族』放送開始5周年を記念して作られたムック。これまで番組で紹介した飲食店160店を再取材・編集した、いわゆる「グルメガイド」。発売初日の2010年12月18日にはtysに近い明屋書店メガ大内店にて記念イベントが行われた。山口県内の書店では、当時話題となった水嶋ヒロの『KAGEROU』と同じコーナーに並んだり、在庫が無くなったりと人気書さながらの扱われ方をされていた。

## 週末ちぐまや家族スペシャル
偶数月の最終木曜日 18:55 - 19:54 （2009年3月まで）に「週末ちぐまや家族スペシャル」と題された番組の総集編が放送される。2006年度からは総集編の合間に、香川とデーモン本広の対決企画が放送されるようになった。負けた側は罰ゲームを受け、その模様が次回のスペシャルで放送される。これまで釣り対決や似顔絵対決、料理対決、陶芸対決などが行われ、2007年2月時点での勝敗は3対3。しかし、2011年時点ではスペシャル枠はあるものの総集編や楽屋トークなどが中心で、独自に制作する内容は薄くなっている。

## ちぐスマ!
『ちぐスマ!』は、2017年9月4日開始。『週末ちぐまや家族』をベースにした平日帯番組である。『ちぐスマ!』とは"Chigumaya Smile"（ちぐまやスマイル）を意味し、『ちぐまや家族』の女性出演陣が日替わりでメイン司会を務める。

### 各放送時間

#### 2017年9月4日 - 2020年4月24日
放送開始当初の放送時間は15:49 - 16:50。17時台を含めて夕方の時間帯はこれまで、『笑っていいとも!』の系列外遅れネットやドラマの再放送、『Nスタ・第0部』の番販ネットに充ててきたこともあり、テレビ山口が平日夕方に自社制作のワイド番組を設置するのは初で、山口県内では最後発。テレビ山口が平日に生放送の情報番組を設置するのは『やまぐち情報ワイド やるっチャ!』以来4か月ぶりとなるが、平日の帯番組となると『ぐちモニ』以来8年5か月ぶりとなる。
なお、有事や災害報道などにより『Nスタ』のネットが必要と判断された場合や公立高校入試解答速報などの特別番組を放送する場合は当番組を休止する。17時台の『水戸黄門』再放送の休止の有無はケース・バイ・ケースであった。

#### 放送休止期間
2020年4月27日以降は新型コロナウィルス感染拡大防止の観点から放送を休止し、代替として『Nスタ・第0部』を臨時に番販ネット。同年5月11日再開予定としていたが、緊急事態宣言の期間延長につき同年6月1日に延期、さらに解除後も社会的情勢や感染者の増減が続いていることから、再開日を同年7月6日に再延期した。

#### 2020年7月6日 - 9月18日
2020年7月6日に放送再開。今まで『水戸黄門』を放送していた16:50 - 17:50に放送時間を繰り下げ、これまでの放送時間であった15:49 - 16:50は、同年4月28日から臨時ネットしていた『Nスタ・第0部』を正式なレギュラー番組として引き続きネットしている。また、出演者を総入れ替えしてリニューアルスタートしている。
同年9月18日をもって『ちぐスマ!』としての放送を終了。準備期間を挟んで、同年10月5日より『tysニュースタイム』と統合した情報ワイド番組『mix』にリニューアルされる。

### 出演者

#### 放送終了時点
- （月・火MC）佐藤けい
- （水 - 金MC）原千晶
- （月 - 水）横溝洋一郎
- （木・金）後藤心平
- （月）木村那津美
- （火・木）安達誠
- （水・金）クロル舞
- （月・金）山口ふく太郎・ふく子 - 中継担当
- （月 - 金）西村裕之 - 気象情報担当

### 放送コーナー
- ちぐイチ! - 街のイチバンを探しに行く
- ちあきのイチオシ
- 教えて!ちぐスマ
- 中継クイズ カチトレ!

## 不祥事

### アウティング放送事件（2019年）
2019年11月9日の放送分において、街頭にて取材した性的少数者に対して「珍 女性のような男性」として取り上げ、そのようなテロップを挿入するなどの不適切な放送をしていたことが明らかとなった。番組取材を受けた本人は朝日新聞の取材に対し「女性として取材を受けたのに、私自身に確認せずにわざわざ男性だとさらされた。職場の同僚や取引先が放送を見たらと考えて一時は絶望的になった」と話した。総務局長の池田泰は「放送前に細心の注意を払うべき内容で、ご指摘を真摯に受け止めている。当初は女性だと思って取材をしたが、放送の可否を本人に確認すべきだったと反省している。字幕についても適切ではなかった」とした。同席していたプロデューサーについても「プロデューサー本人が取材を担当しており、チェックが抜けてしまった可能性がある」とした。また、テレビ山口は11月15日、「番組制作者がLGBTに対する理解と配慮に欠け、取材対象者に対する確認を怠ったことが原因で、会社として深く反省しております」といった謝罪文を発表した。2020年2月28日、テレビ山口は当該コーナー企画の廃止と社内処分（具体的処分は非公開）を実施した旨及び再発防止策として事前のダブルチェックを含めた制作体制の改善と専門家によるセクシャリティに関する勉強会の実施とともに、今後は番組内で性別に言及しないようにするなど、LGBTの視聴者の立場に立った配慮を行うと発表。加えて先駆的な地方公共団体や企業に倣い、社内トイレ（4か所）オールジェンダートイレに変更することや、就業規則においてもLGBTの職員に対応した規定の改定の検討を始めた、と発表した。